# Damir
Damir je moško osebno ime.

## Izvor imena
Ime Damir je slovansko in je zloženo iz oblike glagola dati in morfema mir.

## Različice imena
- moške različice imena: Damire, Damirjan
- ženske različice imena: Damira

## Pogostost imena
Po podatkih Statističnega urada Republike Slovenije je bilo na dan 31. decembra 2007 v Sloveniji število moških oseb z imenom Damir: 1.751. Med vsemi moškimi imeni pa je ime Damir po pogostosti uporabe uvrščeno na 122. mesto.

## Osebni praznik
V koledarju je ime Damir uvrščeno k imenoma Pacifik ( Gojimir, god 24. septembra) in Friderik (god 18. julija).

## Zanimivost
Ime Damir je v Slovenijo prišlo s hrvaškega in srbskega jezikovnega področja.